# Luke Petitgout
Lucas George Petitgout (Milford, 16 giugno 1976) è un ex giocatore di football americano statunitense che ha militato nel ruolo di offensive tackle nella National Football League.

## Biografia
All'università, Petitgout giocò a football a Notre Dame. Fu selezionato come 19º assoluto nel Draft NFL 1999 dai New York Giants. Impostosi subito come titolare, Petitgout giocò come guardia sinistra e tackle destro, prima di passare definitivamente al ruolo di tackle sinistro nel 2002. Fu rallentato da problemi alla schiena nel 2003 e 2004, mentre nel 2006 si ruppe una gamba a metà stagione. Il 12 febbraio 2007 fu svincolato dai Giants, firmando coi Tampa Bay Buccaneers. Nella settimana 4 contro i Carolina Panthers si ruppe il legamento crociato anteriore, chiudendo la carriera.

## Palmarès
- National Football Conference Championship: 1

New York Giants: 2000

## Statistiche
| Partite             | 117 |
| Partite da titolare | 110 |